# Sant Martí de Toralles
Sant Martí de Toralles és una església del poble disseminat de Toralles, al municipi de Montagut i Oix (Garrotxa), inclosa en l'Inventari del Patrimoni Arquitectònic de Catalunya.

## Descripció
És un edifici que s'alça a migdia del Montpetit, accessible de d'Oix pel coll del Mercer, o des de la carretera de Castellfollit de la Roca a Oix, agafant, a l'esquerra, la pista forestal que surt del collet de Camporiol. L'església es troba en un paratge de la vall de Bac prop de dos grans casals amb els quals formen el nucli de Toralles: El Mercer i (no pas gaire lluny) La Costa.
Es tracta d'una construcció romànica d'una sola nau, volta de canó apuntada i porta a migdia, que conserva part de la ferramenta i el forrellat romànic. L'absis és a llevant, semicircular i té cornisa amb fris sostingut per cartel·les. Per sobre d'aquesta encara s'hi veu la coberta de llosa mig amagada per les teules actuals. Té finestra central, protegida per una cornisa semicircular. Tres finestres, una a ponent i dues al migdia, proporcionen la il·luminació. A l'interior, la finestra de l'absis, ara tapiada, es convertí en una fornícula que conté una imatge moderna de Sant Martí. El mur de migdia té dues finestres, cornisa i fris sostingut per mènsules sense ornamentació. La portalada és situada al mur de migdia i emmarcada per dos arcs en degradació. L'antiga espadanya del mur de ponent ha estat reconvertida en torre.
Cal destacar que conserva els batents originals de la porta amb la ferramenta d'època romànica així com un bonic forrellat amb cap de drac. Hi ha una pica baptismal romànica conservada a l'interior de l'església, no presenta cap mena d'ornamentació. Amida 70 cm de diàmetre i té una alçada de 45 cm. Hi ha una pica beneitera en forma de petxina.

## Història
Malgrat que el rètol de la cruïlla del collet de Camporiol dati l'església el 977, seguint alguns autors, cal dir que això és totalment fals, ja que el que se cita com a originària d'aquest any és la contrada de Toralles i no el temple de Sant Martí. La primera notícia és dels anys 1279 i 1280, recollida a les "Rationes Decimarum Hispaniae", anomenant-la "...ecclesia de Torrayles...". Consta citada el 1362 com a "Sancti Martini de Thoraliis" en el llibre verd del Capítol de Girona. Encara que al llarg del s. XIV, els nomenclàtors l'esmenten com "...ecclesia parrochialis sancti Martini de Torayes...".
A finals del s.XVI consta com a depenent de la parròquia d'Oix, tot i que a partir de finals del s.XVII o començaments del XVIII passà a dependre de la de Santa Maria de Castellar de la Muntanya.